# Akana (Bengale-Occidental)
Pour les articles homonymes, voir Akana.
Akana est un village indien situé dans le disctrict de Jhargram, au Bengale-Occidental.